# Fédération du golfe Persique de rugby à XV
La Fédération du golfe Persique de rugby à XV (officiellement en anglais : Arabian Gulf Rugby Football Union) est l'instance qui régit conjointement l'organisation du rugby à XV dans plusieurs pays du golfe Persique, membres du Conseil de coopération du Golfe : l'Arabie saoudite, le Bahreïn, les Émirats arabes unis, le Koweït, l'Oman, le Qatar.
Elle est dissoute en 2010 afin de permettre la création de fédérations nationales spécifiques à chacun de ses membres.

## Historique
La présence du rugby à XV au Moyen-Orient remonte aux années 1946 et 1947, à l'initiative d'expatriés de l'industrie pétrolière ainsi qu'au personnel des Forces armées britanniques en faction au Koweït.

Carte des nations représentées par la Fédération du golfe Persique.

En 1974, plusieurs clubs et associations bahreïniens, émiratis, qataris et saoudiens se rassemblent autour d'un projet commun, donnant ainsi naissance à la Gulf Rugby Football Union. Cette dernière permet ainsi l'organisation de compétitions extranationales entre clubs des pays membres, dès la saison 1975-1976,. Les membres fondateurs sont Abu Dhabi, Dubai Exiles, Ras Al Khaimah et Sharjah Wanderers aux Émirats arabes unis, Bahrain RFC au Bahreïn, Doha RUC au Qatar, et Dhahran en Arabie saoudite.
La Fédération, siégant à Dubaï, étend son périmètre d'action aux États membres du Conseil de coopération du Golfe : l'Arabie saoudite, le Bahreïn, les Émirats arabes unis, le Koweït, l'Oman, le Qatar. Dans son histoire, elle a également accueilli des clubs d'autres pays en tant que membres associées, en provenance d'Égypte, de Jordanie et du Yémen.
Existant tout d'abord en tant qu'organe outremer de la Rugby Football Union, fédération anglaise, la GRFU prend son indépendance en 1990 afin d'intégrer l'International Rugby Board, organisme international du rugby, en tant que membre permanent. Une équipe représentative est créée en amont : l'équipe du golfe Persique joue son premier match officiel à XV à Singapour, avant de jouer son premier tournoi de rugby à sept dans le cadre du Tournoi de Hong Kong.
En 1993, la Gulf Rugby Football Union est renommée Arabian Gulf Rugby Football Union.
À son apogée, elle rassemble une vingtaine de clubs,. La fédération participe également au développement du rugby en Jordanie et au Liban.
La compétition internationale la plus notable organisée par l'Arabian Gulf RFU est le tournoi de Dubaï de rugby à sept, qui deviendra à terme intégré aux Sevens World Series. Elle était également chargée de la tenue du championnat du monde des moins de 19 ans en 2006 (en) et de la Coupe du monde de rugby à sept en 2009. L'AGRFU est accompagnée par plusieurs partenaires financiers : Standard Chartered pour le championnat à XV, Fosters pour la Coupe, ainsi qu'Emirates soutenant entre autres le Dubai Sevens.
Dans le cadre de son plan de croissance et de développement en Asie de l'Ouest, les instances de l'IRB engagent des négociations afin de conduire à la création de nouvelles fédérations nationales. Cette étape a pour conséquence directe la dissolution de la Fédération du golfe Persique le 31 décembre 2010,. La première fédération nouvellement créée, celle des Émirats arabes unis, est désignée en tant qu'« héritière » de celle du golfe Persique,.

## Présidents
Parmi les personnes se succédant au poste de président de la fédération, on retrouve :
- David Skidmore[7]
- Andrew Cole[5],[3]